# 気候変動対策・レジリエンス強化法
気候変動対策・レジリエンス強化法、気候・レジリエンス法（きこうへんどうたいさく・レジリエンスきょうかほう）または気候変動対策と気候変動に対する回復力の強化に関する法律（きこうへんどうたいさくときこうへんどうにたいするかいふくりょくのきょうかにかんするほうりつ、フランス語: 正式名称 LOI n° 2021-1104 du 22 août 2021 portant lutte contre le dérèglement climatique et renforcement de la résilience face à ses effets、略称 Loi portant lutte contre le dérèglement climatique et renforcement de la résilience face à ses effets または Loi climat et résilience）とは、社会を挙げて全面的な気候変動対策を行うためのフランスの法律である。

## 沿革
本法の立法は、選ばれた市民約150名からなる気候市民会議（仏: La Convention citoyenne pour le climat、気候市民評議会とも）により主導された。これはフランスにおいては先例のない立法プロセスである。
本法は、2021年7月20日に採択された後、8月22日に大統領の署名を受け、同月24日に公布された。

## 規制の内容
本法は、2030年までにCO2排出量を55％削減するという目標を達成するため、気候変動市民会議が2020年6月に発表した以下の5つのテーマに沿って施策を講じている。これらの施策は段階的に実行される予定である。
1. 消費
2. 生産と労働
3. 移動
4. 住宅
5. 食

消費
- 消費者に対して各商品・サービスの気候への影響をわかりやすく表示する環境影響ラベル（エコ・スコア）の制度化と、一定の商品等における表示義務付けなど
- 化石燃料に関係する広告内容・広告手法の段階的禁止
- バラ売り販売の促進
- 環境負荷が大きくなる一定地域におけるショッピングセンターの新規開設禁止

生産
- 原子炉の閉鎖にあたって電力の安定供給や温室効果ガス削減目標への影響を考慮することを義務付け
- 風力発電所の設置に際して地方公共団体の首長による意見陳述を可能に

労働
- 雇用を環境対策に適合させるための措置

移動
- 一定規模以上の人口密集地に低排気ガスゾーンを設置
- 特に排気ガス量の多い車両の大都市圏への乗り入れを段階的に禁止
- 一定の排ガス基準を満たさない車両の新車販売を段階的に禁止（乗用車が先行し、追ってバスや大型トラックも禁止）
- 新車販売の代替として、地域圏における鉄道輸送を魅力的な運賃で提供することを義務付けおよび自転車道整備への助成金の提供
- 鉄道で2時間30分以内に移動できる距離での国内線航空便の運行を禁止

住宅
- 住宅を断熱性によってランク付けし、低ランク物件については段階的に改修を義務付け、最終的には賃貸を禁止
- 全ての世帯に対して断熱性向上工事のための資金調達手段を提供（貸付に対する政府保証を含む）

食
- 学校給食や公共施設の食堂においてベジタリアンメニューを定期的に提供し、または選択肢として提供することを義務付け

### 「環境を危険にさらす罪」の創設
本法に基づく義務に違反して自然環境に一定の危険を与える行為を行った者に対し刑事罰を科す規定が追加される。
フランスの既存の法律にも公害を処罰する規定はあるが、本法の特色は、実際に公害が発生したか否かを問わず刑事罰が課される可能性がある点にある。
法定刑は基本的には3年の懲役と25万ユーロの罰金であるが、「環境に対する最も深刻な意図的な攻撃」などの場合には、最長10年の禁錮刑や加害者が環境破壊により得た利益の10倍などの多額の罰金が科されうる。

## 影響
本法により近距離の国内線航空便が禁止されたことを受けて、フランスにおいては、夜行列車の復活、超低コストの長距離鉄道の復活、長距離サイクリングロードの整備などの動きがある。夜行列車復活の動きについてはオランダにも波及するなど、ヨーロッパに広がりを見せている。

## 評価
気候変動市民会議が2020年6月に提言した内容は149項目あり、エマニュエル・マクロン大統領がそのうち146項目の実現を公約したにもかかわらず、本法により実現されたのはそのうち46項目に留まることとなった。また、本法に盛り込まれた内容の中にも、当初の目標より範囲が狭められたり、実現が先送りされたりしているものもある。このことから、本法に失望を感じる市民も多く、2021年5月9日にはフランス全土で法案の内容改善などを求める大規模なデモが行われた。